# イミー・ウーイ

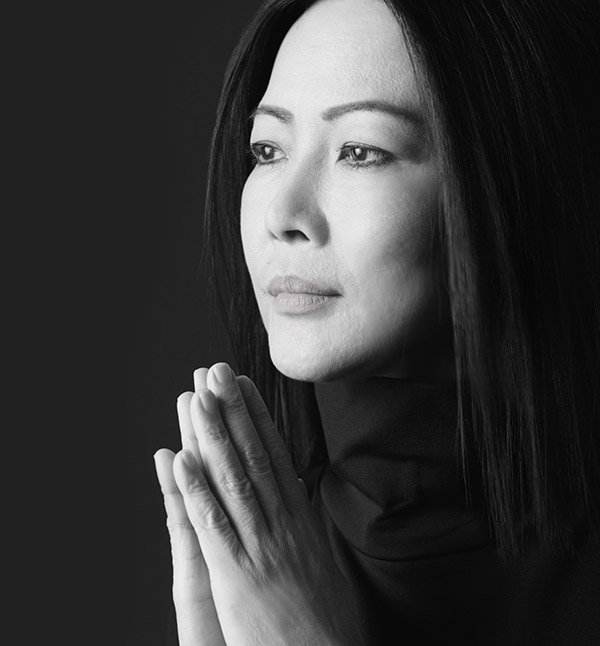
イミー・ウーイ

イミー・ウーイ（Imee Ooi 黄慧音、1964年3月21日 - ）は、マレーシアの歌手、仏経典を歌詞としたスピリチュアルを専門とするニューエイジ・ミュージシャン。マレーシアのペラ州タイピン出身。

## 経歴
お経やマントラに音楽を乗せた、アジアにおけるニューエイジ仏教音楽の第一人者とされる。日本でも大串利一監督の映画『こころの宇宙 般若心経』などで音楽が使用されている。